# 자기앞 수표
자기앞수표(自己－手票)는 발행인이 지급인을 겸하는 수표로서, 발행인·지급인이 모두 은행이며 지급에 관하여는 안전성이 보장되어 있다. 
이는 수표의 법적 성질을 이용하고 부도의 위험을 방지하는 수단으로서 은행이 발행하는 수표로, 이 수표를 또한 속칭 보증수표라고도 한다. 현재는 신용, 체크카드, 모바일, 온라인 뱅킹 등이 보편화 되면서 이용 빈도가 점점 줄어들고 있다. 
수표법은 이에 관하여 '수표는 발행인 자신을 지급받을 자로 하여 발생할 수 있다'고 규정하고(수표 6조 1항), 또 '수표는 발행인 자신을 지급인으로 하여 발행할 수 있다'고 하여(수표 6조 3항) 발행인과 지급인을 겸할 수 있도록 법으로 인정하였다. 
이것은 발행인이 동시에 지급인으로 되므로 마치 약속어음과 같이 그 지급을 확보하기 위한 것이다. 
자기앞수표는 발행인과 지급인이 동일 은행이란 점은 공통되는 점이지만 다음 두 가지의 종류로 나눌 수 있다. 
- 발행한 점포(영업소－본점·지점)와 지급할 점포가 다른 경우, 즉 자기 은행의 타점포(他店鋪)가 지급장소로 되어 있는 경우,
- 발행한 점포와 지급될 점포가 같은 경우 즉 자점포(自店鋪)가 지급장소로 된 경우이다.

자기앞수표가 사용되는 실질적인 목적은
- 지급보증의 대용(代用):
수표 소지인이 지급은행에 대하여 지급보증(수표 53조)을 청구한 때에는 은행은 당좌계정으로부터 그 금액을 공제하고서 당행(當行)의 자기앞수표를 발행하여 교부하도록 되어 있다. 그 이유는 만일 은행이 지급보증을 하면 그 자금을 확보한다고 하여도 거래처의 파산선고나 압류가 있는 때에는 까다로운 법적 문제가 발생하기 때문이다. 그러나 자기앞수표를 발행하면 이같은 복잡한 문제가 발생하지 아니하므로 지급자금확보상 편리하다. 또 지급보증이 되었더라도 위조·변조의 위험성이 있음에 반하여 자기앞수표는 은행의 고도한 기술과 다년간의 경험에 의하여 작성된 것이므로 위조나 변조방지에 이미 충분한 예방이 되어 있어 안전하다.
- 보관·휴대·계산 등에 있어서 지극히 편리하고 안전하므로 근래 현금의 대용으로 이용되고 있다. 은행측으로서도 발행 후 지급시까지 자금화할 수 있다.
- 그 지급이 확보되어 있고 이용가치가 높으므로 선물용으로 그 수요가 격증되고 있다. 더욱 정액보수(定額保手) 또는 은행수표(쿠폰) 등이 그 수요에 응하고 있다. 이를 선물용으로 할 때에는 '기프트 체크(gift check)'란 말도 있다.
- 납입용(納入用)
- 은행의 지급도구
- 송급수표의 대용(代用)

등으로 널리 이용되고 있다.
자기앞수표의 발행절차는 간단하다. 즉 발행의뢰서를 은행 기타 금융기관으로 제출하고 수표금액만 납입할 뿐 수수료도 없으며 당좌수표의 경우와 같은 거래계약도 필요 없다. 이와 같은 절차로써 발행되는 자기앞수표의 법적 성질에 관하여는 거래처 기타 제3자의 의뢰와 은행의 발행은 일종의 위임계약이라 하고 혹은 의뢰인의 현금교부에 대하여 은행의 발행은 대물변제(代物辨濟)에 해당한다는 등 여러 가지 설이 있으나 의뢰인의 대금납입(代金納入)에 대하여 은행은 자기앞수표라는 유가물을 교부하는 일종의 매매라고 하는 '매매설(賣買說)'이 이론상·실무상 타당하다.

## 같이 보기
- 우편환